# 龍窯

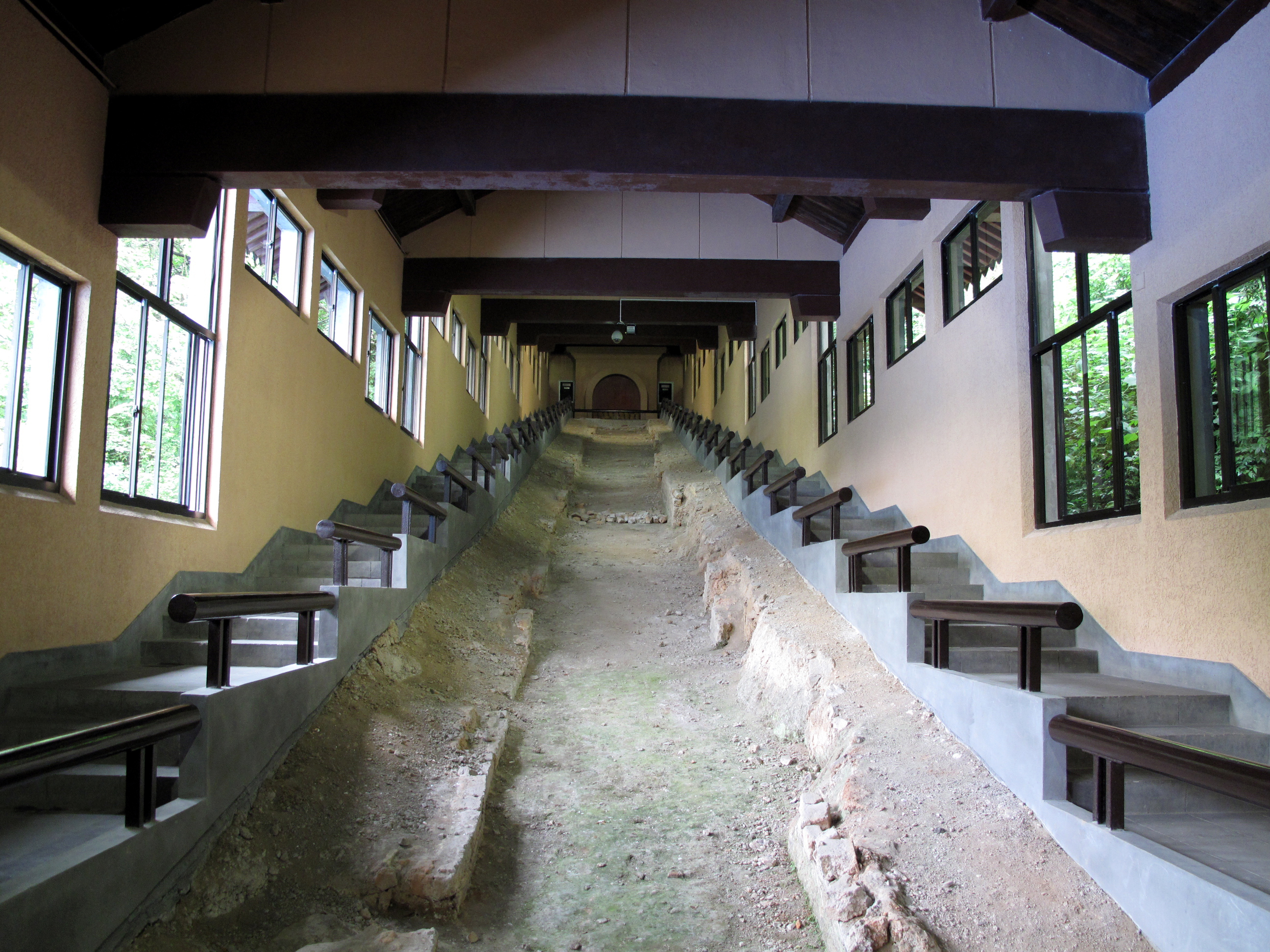
中華人民共和国浙江省・杭州市の老虎洞窯址にある龍窯

龍窯（りゅうよう、りゅうがま。龙窑、英: Dragon kiln）は、主として中国の青磁をはじめとした陶磁器生産に用いられた、斜面を利用した単室の窯である。いわゆる広義の登り窯のひとつの形態といえる。現在は、韓国、タイ、ベトナムなどでも見られる。
窯体は、全体として細長いソーセージ型をしており、煙を出しながら斜面を下る姿、もしくは火が薪によって登る姿が龍に似ていることからこの名称があり、形状にちなんだ別名として「ムカデ窯」とか「蛇窯」呼ばれることもある。
龍窯は、その構造上山がちな場所につくられる。つまり立地条件として地下水の影響を受けずに製品を焼成、乾燥させやすい、自然地形の斜面をそのまま利用して窯を築くことができる、焼成のために用いる木材や製品をつくるための粘土が入手しやすい、農業用地として利用しにくい山地の有効な活用ができ、失敗した場合の廃品の処分についても気兼ねがないという事情がある。揚子江流域に近い浙江省、江蘇省、湖南省や華南地方の広東省、広西省の山がちな地域で良質な粘土が採取できる場所の近くに築かれた。

## 龍窯の窯体構造

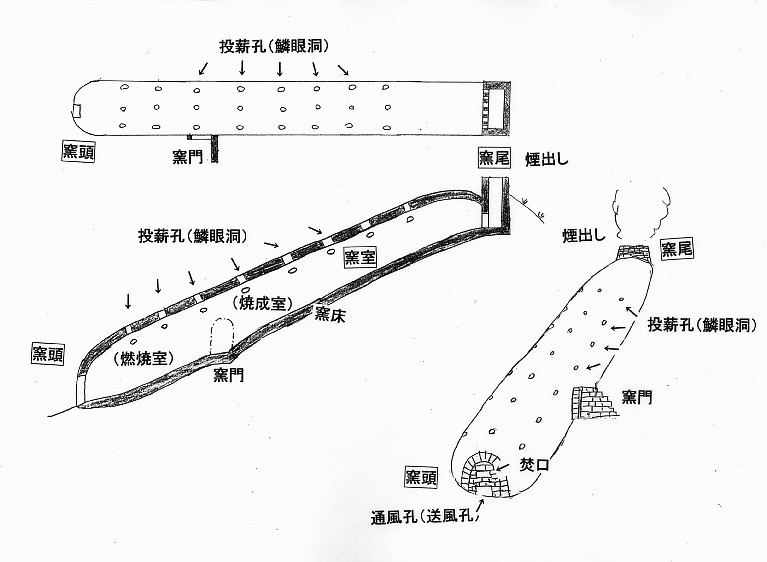
龍窯の模式図。矢印で指した以外に似たような小さな丸や楕円があれば、投薪孔である。

龍窯の窯体構造は、一番下の焚口のある窯頭、本体部分の窯室、煙出しのある窯尾に区分される。窯頭は丸くつくられて、中央よりやや下の部分に焚口が設けられている。さらにその下に窯の底面に密着して小さな通風孔が設けられ、火力を強くして薪などの燃料を十分に燃やすことができるよう工夫されている。窯室とは、素地の器を置く本体部分である。窯室の底には砂を敷いて、窯の底面を保護するとともに窯道具がやたらに動かないように固定した。唐の末期ころに匣鉢が出現し、窯室に素地を直接置けるように出入り口がつけられるようになった。窯の傾斜は8度から20度くらいであるが、漢代には、30度前後の傾斜をもつ窯が造られた。また、焼成に適した温度を維持するために窯の長さは長くて80mくらいまでが限度であり、50～60m以内のものがほとんどである。窯尾には、窯室内の温度を維持するため、ちいさい狭間孔だけが空けられて煙出し施設につながっている。煙突は基本的に不要であったが、後に煙突を設けるものも現れた。

## 龍窯の歴史

### 殷～三国時代
龍窯のもっとも古いものは、殷の時代にまでさかのぼる。江西省清江県呉城で発掘された呉城文化の遺跡では4基の龍窯が確認されている。そのうち比較的保存状態のよい6号窯は、殷の終末期の窯であり、長さ7.54mが残存しており、幅は1m前後、底面は1度54分の傾斜で、ほぼ平坦に近い。薪を横から入れるための投薪孔（鱗眼洞）が片方の側面に9ヶ所設けられている。焚き口は、薪を入れてから適度に燃焼した時期を見計らって、土磚という一種のレンガのブロックでふさぐ。その後、焚き口に近い順に投薪孔から薪を投げ込んでいくと考えられる。この窯では、印紋硬陶と呼ばれる土器と原始青磁を焼いている。浙江省では、上虞市百官鎮の2号窯が殷代の窯にあたる。全長5.1m、最も幅の広い部分が1.22m、窯床は、16度の傾斜を持っている。この窯では、印紋硬陶のみを焼いていたようである。
広東省博羅県園洲鎮では、春秋時代早期と考えられる龍窯が発見されている。この窯は、窯床が20度の傾斜を持ち、全長が15m、幅2mくらいの規模をもつ。春秋戦国時代を通じてこの窯の周辺1万m2に陶磁器を焼いた窯跡が分布していることが判明しており、この窯跡群で焼かれたと推定されるヘラ記号を施した印紋硬陶や原始青磁が周辺の春秋戦国時代の墓からも副葬品として発見されている。揚子江の河口の南方、杭州湾の南岸にあたる浙江省紹興県富盛鎮長竹園でも戦国時代に属する龍窯が発見されている。窯頭部分が、灌漑用水利施設工事の際に破壊され、本来は、4～6mあったと考えられるが、長さ3m分が残存していて検出された。窯壁は、20cm残存しており、天井部分は崩落して失われている。窯の底面は、16度で傾斜し、焼成による12cmの堆積が確認されている。窯道具はトチンなどが出土しているものの、基本的には、焚口の近くに素地の器を直接置いているため、生焼けであったり焼成の状況はよくない。
浙江省上虞県聯江公社紅光大隊帳子山で発見された2基の龍窯は、後漢時代のもので前半部が破壊されていたがそのうち1号窯は、3m90cm、幅2m前後で残存していた。傾斜は下半分で28度であるが途中で21度に変わっている。窯の底面には粘土が塗られてその上には砂が二層に渡って敷かれていた。その下層は、熱を受けて硬くなっていたが、上層は窯道具を支えるために柔らかな状態であった。窯壁は、30cm強～40cm強程度残存していた。窯の下半分の窯壁が分厚く壁面がいったん高熱で溶けた後凝固している様子がうかがわれ、上のほうにいくにしたがって薄くなり、残存していた遺物も赤焼けでもろくなっている。このような残存している窯壁の立ち上がりや窯体内に残っている器や窯道具の大きさから、天井の高さは、110cmくらいであると推測される。
2号窯は、1号窯とほぼ規模、造りとも同じくらいで、窯床の傾斜は下半分で31度、上半分で14度の傾斜である。1号、2号とも窯道具はほぼ原位置を保って残されている。窯体内は、窯の傾斜が急になっていて、窯の内部は1250～1300度くらいになっていたと推定され、器の素地が生焼けにならないように窯道具で高く積み上げて窯詰めを行い、以前の窯に比べて格段に効率がよくなっている様子がうかがわれる。後述する近隣の三国時代の窯が長さ13mくらいであったことから考えて、窯の全長は10mくらいではないかと考えられている。
上虞県聯江公社凌湖大隊鞍山では、長さ13.32mの三国時代に当たる龍窯が発見されている。燃焼室は半円形でもっとも長い部分は80cmで、素地を焼く窯床よりも42cm低くなり、厚さ11cmの障壁で仕切られている。窯頭が失われているため、焚き口と通気孔については状況がわからないが、長方形の作業場とおもわれる粘土敷きの広場遺構が確認されている。窯室部分、すなわち焼成室は、底面は地山に一層の砂を敷いており、下半分は13度、上半分は23度に傾斜し、長さは10.29m、幅は2.1～2.4mであった。窯壁は30～37cm残存していた。窯室と窯尾を区分する場所には、障壁が高さ10cm残存しており、そこから57～80cmの位置に5本の分焔柱が発見された。高さ15cmで、被熱の仕方から上に壁はなかったと推定される。
分焔柱の後ろには粘土の塊がおかれていた。おそらく火の勢いを調節するためであったと思われる。窯道具は窯室中央部分に集中しており、窯室の後ろ部分、すなわち窯の上の窯尾付近には窯詰めがほとんどなされなかったとおもわれる。
三国時代までの龍窯は、10mくらいのせまい窯室で、窯体の幅を広くし急な傾斜を用いることによって高温を維持して焼成を行う小規模な窯であった。

### 龍窯の規模拡大（東晋～南宋）
晋の時代の龍窯は、聯江公社紅光大隊帳子山の後漢時代の窯の西方で発見されている。窯室の後半部分と窯尾の煙出し部分の長さ3.27mが確認された。幅は2.4mで、窯室部分は、2.5m残存しており、窯床の傾斜は10度であった。窯の底面には砂が敷かれて、窯道具が規則正しく並んでいたと思われる痕跡がみられた。おそらく窯の天井には投薪孔が設けられ、均質に素地が焼けるようになっていたと思われる。南朝時代にさらに規模が大きくなっていったと思われるが、麗水県呂歩坑の龍窯は中間部分の10.5m部分しか確認されていない。近隣には、唐代の龍窯があり、残存部分で39.85m、幅1.7m、窯床の傾斜10～12度である。窯の天井の投薪孔は直接確認できなかったが、このように窯体が長い窯で均質な焼成をするなら投薪孔が設けられなかったとは考えられない。
南京博物院が調査を行った宜興ｼ閒衆窯のうち、唐代の窯は、残存部分で28.4m、下半分は2～4度、中央部から窯尾までの部分は5～10度の角度で傾斜させていた。窯壁は長方形のレンガを積み上げている。窯頭に幅0.7mの焚き口があり窯室の側面に出入口のような痕跡がみられないことから、窯頭部分から直接出入りして窯詰めを行い、焼成が終わったあとに焼きあがった器を窯出ししたと思われる。中唐から晩唐、すなわち8世紀中葉から9世紀にかけては匣鉢（さや）が出現して使われるようになった。匣鉢を使うことによって製品を高く積み上げることが可能になり、多量の窯詰めが可能になるのみならず、窯室の天井の高さも高くできるようになった。そのため、横に窯への出入り口を設けて直接出入りできるようになった。
湖南省長沙銅官窯で発見された二基の龍窯のうち1号窯は幅3.3mで窯体の下半分が残っており、窯頭と窯床の下半分が確認できる。焚き口の幅は0.8mを測る。2号窯については幅3.2mで上半分の窯床と横向で長方形の煙出しの窯尾の部分が確認された。1号窯、2号窯ともに窯床の傾斜は20度である。2号窯では窯壁が高さ1.4mまで残っており、西側中央部分に出入口が確認されている。
宋代の龍泉窯では長い窯体を持つものは長さ80m前後にまで達した。幅は2m前後、天井までの高さは2m弱で一度に2～3万点の製品を窯詰めすることができた。南宋の終わり頃になるにつれて窯の長さは短くなり龍泉大窯杉樹達山2号窯は比較的遺存状態が良く残存部分は46.5m確認されている。実際の長さもやや長い程度であろう。臨安の郊壇下官窯のうち1基は、23mしかなく、製品の質を上げることに特化した窯であることを示している。窯頭には狭く長い焚き口があり、その下には火力を強めるための通風孔がある。窯床の傾斜は10～20度の間で推移していて下半分、すなわち前の部分は急に立ち上がり、上半分すなわち後ろ部分は緩やかになっている。
窯の壁には廃棄された匣鉢やレンガ、岩壁を用いている。側面には2～3mおきに片側に窯門と呼ばれる出入り口を設けるものと交互に両側に設けるものとがある。窯の天井の両側には、投薪孔が概ね等間隔に設けられ、窯室の最後部の壁の下には幅2m以内の窯であれば狭間（さま）孔が7個設けられている。煙出しはレンガや匣鉢や石を使って横向きの長方形に造っているものや土坑を掘って煙出しにしているものなど様々である。

### 南宋末の障壁を設ける龍窯から階段窯へ
龍泉県安福石大門山の龍窯は幅2.3m、元代の窯に一部壊されているものの42.9m残存していて横に障焔壁を多数設けており天井まで届くものもある。壁の下部には6～7個の狭間孔があり連房式登窯の先駆をなす窯である。福建省徳化県の屈斗宮窯は長さ57.1m残存しており、窯体の幅は1.4m～2.95mである。窯室を障壁によって17室に分けていて最も長いもので3.95m、最も短いもので2.45mである。障壁の下部には狭間孔を5～8個設けており、その大きさは高さ26cm、長さ20～22cm、幅8～19cmくらいである。日本の江戸時代初期に現われた割竹型連房式登窯によく似ている。明代の階段窯（連房式登窯）の先駆的な形態といえる。

## 龍窯の伝説
中国には、龍窯の由来にまつわる伝説がある。

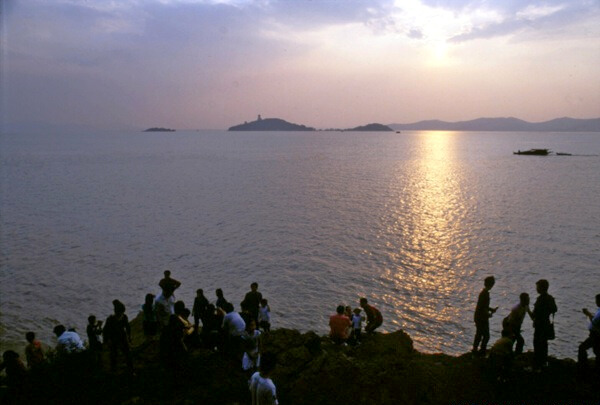
太湖（2009年撮影）

太湖（江蘇省南部と浙江省北部の境にある湖）に、全身が真っ黒な竜の烏龍がいた。成長した烏龍は玉皇大帝から農業と降雨の管理を命ぜられ、太湖の水を飲んでは雨として地上に吐き出していた。ある日玉皇大帝が、太湖の西にある丁山と蜀山の付近の人々が天界に敬意を払わないことへの罰として、その地域への降雨を禁じた。しかし烏龍は、この地域の人々がひどい旱魃に苦しんでいることに胸を痛めて、禁を破って雨を降らせた。玉皇大帝は怒り、烏龍を罰するべく天兵天将を差し向けた。烏龍は彼らと戦ったが負傷して地上に落とされた。烏龍の遺体を見つけた人々は、烏龍が雨を降らせたことに感謝しつつ埋葬した。数年が経つと、埋葬場所にいくつもの洞窟が現れ、烏龍のなきがらが消えて地下に長い空洞が出来ていることがわかった。さらに、この空洞内で陶磁器を焼くと薪の量も時間も節約でき、かつ多量の製品を高品質で作れることもわかった。その後多くの陶磁器が生産されたことから、この地方は「烏龍窯」と呼ばれるようになり、多数造られた同様の形態の焼窯は「龍窯」と呼ばれるようになったという。